# Le Retail
Le Retail ist eine französische Gemeinde mit 275 Einwohnern (Stand: 1. Januar 2022) im Département Deux-Sèvres in der Region Nouvelle-Aquitaine (vor 2016: Poitou-Charentes). Sie gehört zum Arrondissement Parthenay und zum Kanton La Gâtine. Die Einwohner werden  Retaillons genannt.

## Geographie
Le Retail liegt etwa 15 Kilometer südwestlich von Parthenay. Im Südosten des Gemeindegebietes verläuft das Flüsschen Miochette.

### Nachbargemeinden
Le Retail wird umgeben von den Nachbargemeinden Secondigny im Norden, Allonne im Osten, Pamplie im Süden sowie Fenioux im Südwesten und Westen.

## Bevölkerungsentwicklung
| Jahr      | 1954 | 1962 | 1968 | 1975 | 1982 | 1990 | 1999 | 2006 | 2019 |
| Einwohner | 548  | 510  | 462  | 391  | 356  | 310  | 309  | 270  | 276  |

## Sehenswürdigkeiten

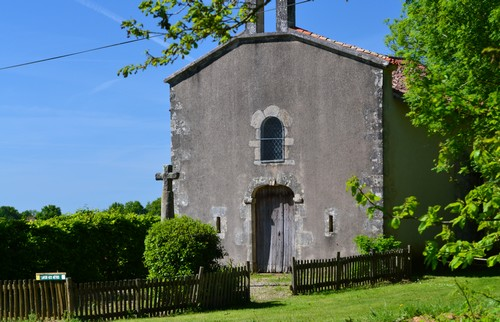
Kapelle La Genêt

- Kirche Saint-Pierre
- Kapelle Le Genêt
- Waschhaus